# Падун (Курганская область)
Падун — деревня в Юргамышском районе Курганской области. Входит в состав Кипельского сельсовета.

## История
В списке населённых мест Оренбургской губернии на 1901 год о деревне Падунская сказано: «58 дворов 433 жителя, одна ветряная мельница».
К 1913 году входила в состав Кипельской волости Челябинского уезда Оренбургской губернии
Село Кипельское (современное название Кипель) и деревня Падунская (сейчас — Падун), располагались вблизи юго-восточной границы губернии и позднее переведены, вместе с волостью (сейчас — Кипельский сельсовет), в Курганского уезда Тобольской губернии.
По данным на 1926 год состояла из 130 хозяйств. В административном отношении являлась центром Падунского сельсовета Юргамышского района Курганского округа Уральской области.

## Население
| 1989 | 2002 | 2010 |
| ---- | ---- | ---- |
| 275  | ↗298 | ↘210 |

По данным переписи 1926 года в деревне проживало 763 человека (366 мужчин и 397 женщин), в том числе: русские составляли 100 % населения.